# Wicked City
Wicked City (L.A Crime) foi uma série de televisão americana criada por Steven Baigelman, transmitida originalmente nos Estados Unidos pela ABC Studios. A série estreou com 3 episódios no dia 27 de outubro de 2015, às 10 pm, (BR 1am).
É estrelado por Ed Westwick, Taissa Farmiga, Jeremy Sisto, Erika Christensen, Evan Ross, Gabriel Luna, Karolina Wydra, e Anne Winters em papéis principais.

## Sinopse
Situada nos anos 80, Wicked City dramatizou o caso real de um serial killer que agia em Los Angeles. A primeira (que foi cancelada no 3º episódio) abordou um caso de assassinato em 1982, no meio do cenário do rock and roll e drogas na Sunset Strip. Para resolver o caso, alianças entre detetives, jornalistas, traficantes e frequentadores de clubes serão formadas.

## Elenco e personagens

### Principal
| Ator/Atriz        | Personagem     | Nota |
| ----------------- | -------------- | --- |
| Ed Westwick       | Kent Grainger  | Um assassino que forma uma relação com Betty |
| Jeremy Sisto      | Jack Roth      | Um detetive de homicídios experiente trazido para levar a pesquisa para a faixa de assassinatos                                                                               |
| Erika Christensen | Betty Beaumont | Uma mãe enfermeira e única que atende Kent e torna-se sua cúmplice |
| Taissa Farmiga    | Karen McClaren | Uma Berkeley pós-graduação e aspirante a jornalista, que aceita um emprego trabalhando com Diver e que fará de tudo pra pegar o assassino e proteger as mulheres vitimas dele |
| Evan Ross         | Diver Hawkes   | Um paparazzo da cena do crime que trabalhará com Karen |
| Gabriel Luna      | Paco Contreras | Parceiro recém-transferido de Jack que luta para se encaixar com a unidade |
| Karolina Wydra    | Dianne Gibbons | Uma bela detetive resiliente trabalhando disfarçada como uma garçonete na Sunset Strip                                                                                        |
| Anne Winters      | Vicki Roth     | A filha adolescente de Jack |
| Jaime Ray Newman  | Allison Roth   | Esposa amorosa e protetora de Jack |

### Recorrente
- Vincent Ventresca como Jimmy
- Kirk Baltz como Arnold "Arnie" Bukowski
- Tyson Ritter
- Haley Strode como Rita Forrester
- Gabriel Bateman como Kent Grainger na versão jovem.

## Episódios
| Número | Título                         | Dirigido por    | Escrito por      | Data original do ar    | Telespectadores norte-americanos (milhões) |
| ------ | ------------------------------ | --------------- | ---------------- | ---------------------- | ------------------------------------------ |
| 1      | "Pilot"                        | Tom Shankland   | Steven Baigelman | 27 de outubro de 2015  | 3,28                                       |
| 2      | "Running with the Devil"       | Jon Cassar      | Mick Betancourt  | 3 de novembro de 2015  | 2,42                                       |
| 3      | "Should I Stay or Should I Go" | J. Michael Muro | Melissa Blake    | 10 de novembro de 2015 | 1.69                                       |

## Comercialização
O primeiro trailer promocional, imagens e retratos dos personagens foram liberados em 12 de maio de 2015 no ABC Upfront.

## Cancelamento
A ABC cancelou a série por causa da baixa audiência que foi o motivo para o precoce fim da série estreante que, no seu horário, foi substituída na grade da emissora por reprises do reality Shark Tank.